# Literatura de la Restauración inglesa

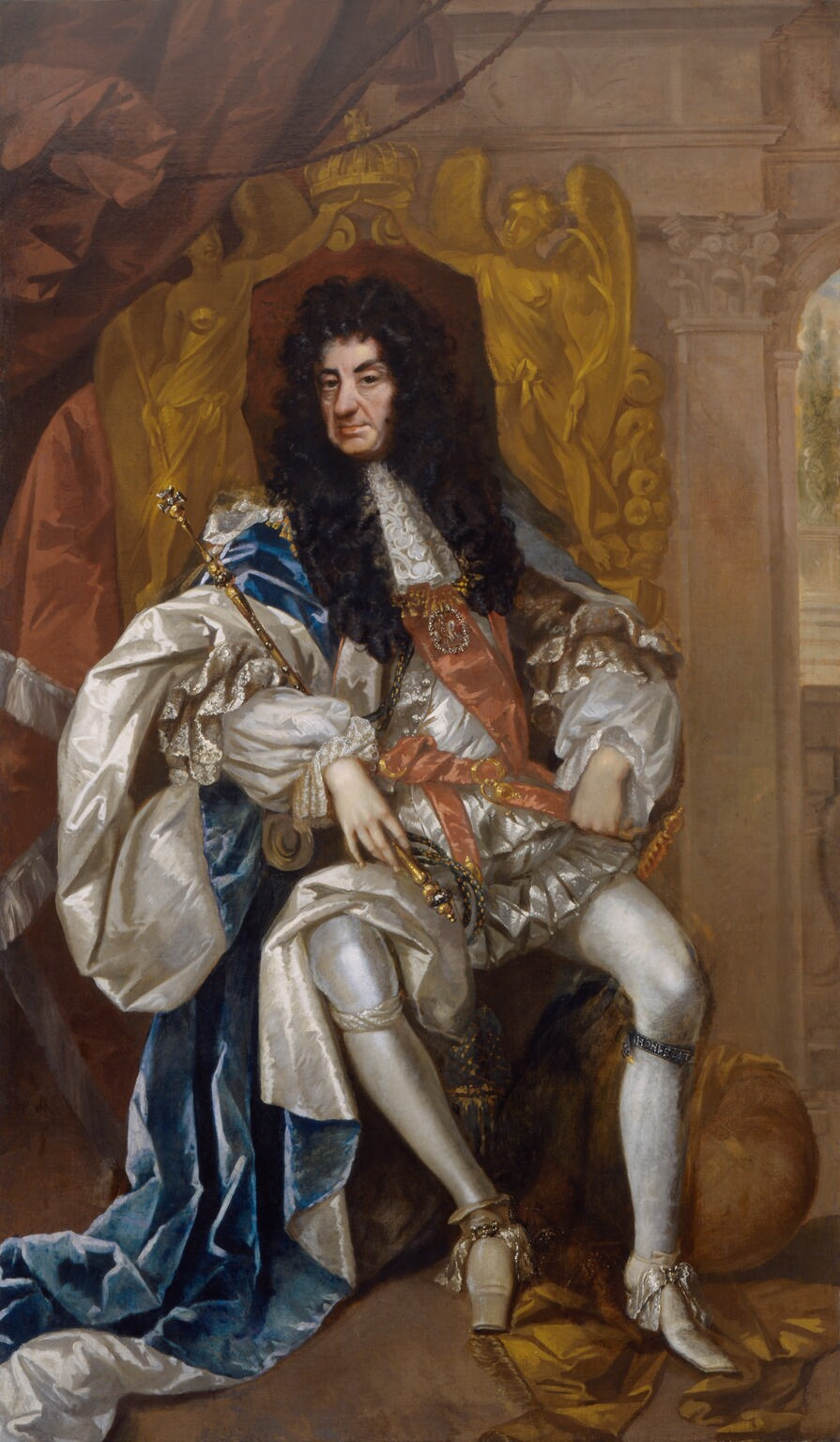
Carlos II de Inglaterra.

La literatura de la Restauración es el nombre con el que se conoce a la literatura escrita en inglés durante el periodo conocido como la Restauración inglesa (1660-1689), correspondiente a los últimos años del reinado de la casa de Estuardo en Inglaterra, Escocia, Gales e Irlanda. El término hace referencia a una serie de obras, con un estilo relativamente homogéneo, que se centran en la celebración o rechazo hacia la restaurada corte de Carlos II. Engloba obras en algunos casos totalmente opuestas: El paraíso perdido de John Milton al lado de Sodoma de John Wilmot o la comedia de William Wycherley La esposa del campo al lado de la austeridad de El progreso del peregrino de John Bunyan.
Esta época, de gran efervescencia cultural, fue también la de la creación de la Royal Society, de los experimentos y meditaciones de Robert Boyle y la de los ataques del obispo Jeremy Collier contra el teatro. La prensa escrita empezaba a generalizarse, mientras que el ensayo y la crónica se convertían en formas literarias en expansión al tiempo que la economía bursátil hacía su aparición.
Los límites cronológicos de este periodo no son más que una convención y varían de forma significativa según el género literario del que se trate. El teatro de la Restauración, por ejemplo, conserva una influencia dominante hasta 1700, mientras que la poesía declina a partir de 1666 con la publicación del poema Annus Mirabilis de John Dryden. La crisis de la prosa se produjo a partir de 1688 después de las tensiones creadas por la Revolución Gloriosa y por el aumento de la importancia del periodismo y los periódicos. De manera más general, el término "restauración" se utiliza para designar la literatura escrita durante el reinado de Carlos II cuyos textos son odas celebrando el retorno de una aristocracia regenerada, textos escatológicos inspirados por la desesperación de la comunidad puritana o textos en inglés simple destinados a apoyar la expansión creciente del imperio comercial inglés por todo el mundo.

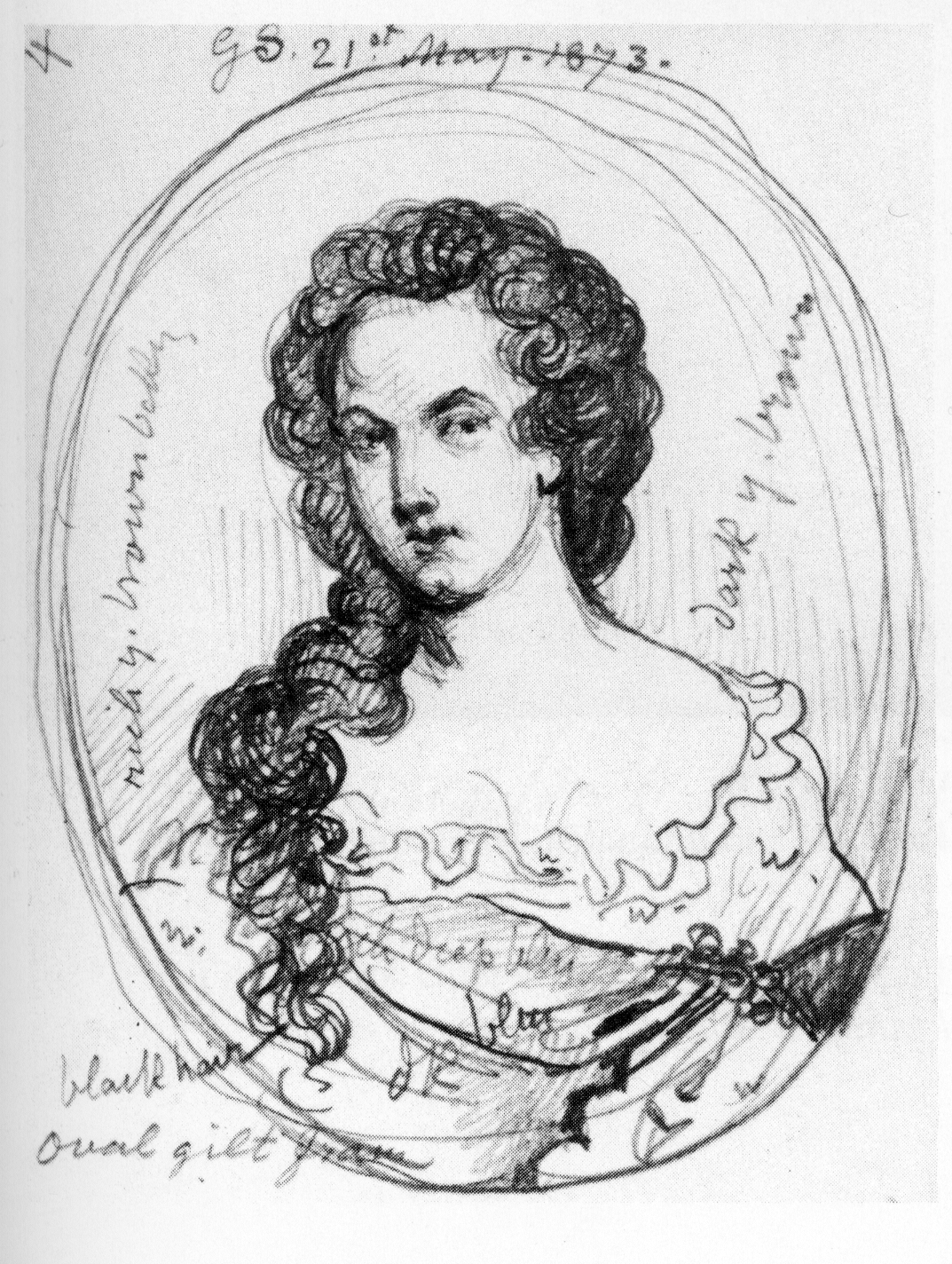
Aphra Behn.

## Contexto histórico

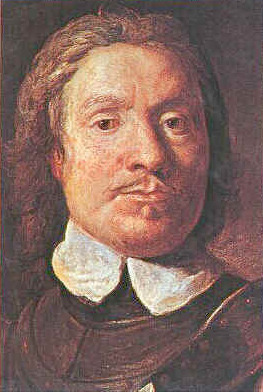
Oliver Cromwell.

Durante el Interregno inglés y el dominio de Oliver Cromwell, prevaleció la literatura de inspiración puritana, que estuvo acompañada por una censura intermitente que afectó, por ejemplo, a la polémica obra Areopagitica de John Milton en 1644. Aunque algunos de los ministros puritanos de Cromwell escribieron poesía, ninguna de las obras se publicó. Esto explica que muchos poetas esperaran a la Restauración para publicar sus obras, escritas durante el interregno. Sin embargo, la ruptura oficial del protectorado de Cromwell con el mundo de las letras, mediante la censura y el modelo moralista radical, provocó una brecha en la tradición literaria inglesa. Antes de la primera revolución inglesa dominaban los versos refinados y la poesía metafísica de autores como John Donne, George Herbert o Richard Lovelace. El teatro conservaba el gusto por el estilo isabelino y shakesperiano y se habían empezado a escribir más obras con contenido político. La llegada del interregno puso freno, o como mínimo censura, a estas líneas de influencia, permitiendo un inicio innovador para las obras de la restauración.
Los últimos años del interregno fueron especialmente turbulentos, igual que lo fue más tarde la decadencia de la restauración. A aquellos que no aceptaban el exilio se les "sugería" un cambio de creencias religiosas. A cada credo le correspondía una actividad literaria distinta en poesía y prosa, ya que los teatros se cerraron durante este periodo. Al morir Cromwell su hijo, Richard Cromwell, parecía destinado a convertirse en el nuevo Lord Protector; tanto los políticos como otras figuras públicas mostraron su descontento o su aprobación hacia el nuevo régimen. La literatura impresa estuvo dominada por las odas en poesía y los escritos religiosos en prosa. A pesar de los esfuerzos del poder, la difusión de tratados religiosos no se debilitó, llegando a convertirse en una auténtica industria. Personajes como George Fox, fundador de la Sociedad Religiosa de los Amigos fueron encarcelados por las autoridades cromwellianas aunque siguieron publicando desde la clandestinidad.
Durante el interregno, las fuerzas leales al difunto Carlos I partieron al exilio, llevándose al futuro Carlos II, que por aquel entonces tenía 20 años de edad. En el extranjero, los partidarios del rey iniciaron una serie de actividades para conseguir apoyos políticos y económicos con vistas a un posible retorno a Inglaterra. Algunas damas de la causa realista se instalaron en conventos franceses o de las Provincias Unidas de los Países Bajos para ofrecer un refugio seguro a todos los aliados que se encontraban de paso o a los pobres. Los hombres se confinaron también en estos dos países siguiendo la corte en el exilio, primero en La Haya y luego en París. Así pues, la nobleza fiel a Carlos II residió durante más de una década en los principales centros culturales y literarios de Europa. La Francia absolutista y la Holanda del siglo XVII tenían muy poco en común, las influencias recibidas por los cortesanos en el exilio y por los realistas en busca de apoyos fueron muy diversas. Carlos asistió a numerosas representaciones teatrales en Francia y desarrolló un gusto especial por las obras escritas en español. Por su parte, los aristócratas instalados en las Provincias Unidas aprendieron las virtudes de los intercambios comerciales y pudieron estudiar las obras racionalistas que circulaban por ese tolerante país. Por ejemplo, John Bramhall, un entusiasta teólogo anglicano, se unió en el exilio a exaltados debates con el materialista Thomas Hobbes y se demostró que, en la práctica, era tolerante hacia los cultos reformados, algo que parecía, en teoría, imposible. Finalmente, los cortesanos estuvieron expuestos a la liturgia elaborada por la Iglesia católica así como, en menor medida, a la poesía italiana.

### Restauración y primeras reacciones
Cuando Carlos II llegó al trono en 1660, las ganas de renovación en todos los géneros literarios se combinaron con el sentimiento de que, a partir de entonces, Inglaterra participaría de la vida literaria europea como no había hecho hasta entonces. Uno de los primeros gestos de Carlos fue el de reabrir los teatros y conceder permisos y patentes reales a los propietarios de las salas. Las dos autorizaciones principales fueron para William Davenant y Thomas Killigrew. En esa época, el teatro formaba parte de la política pública así como de las decisiones reales, por lo que se obligó a estos dos hombres a producir un determinado número de obras antiguas; a Davenant se le encargó específicamente que se encargara de obras moralistas y edificantes. También se reinstauró el premio honorífico de “poeta laureado” (Poet Laureate): remunerado con un barril de coñac, el premio requería de su beneficiario la composición de odas de cumpleaños.

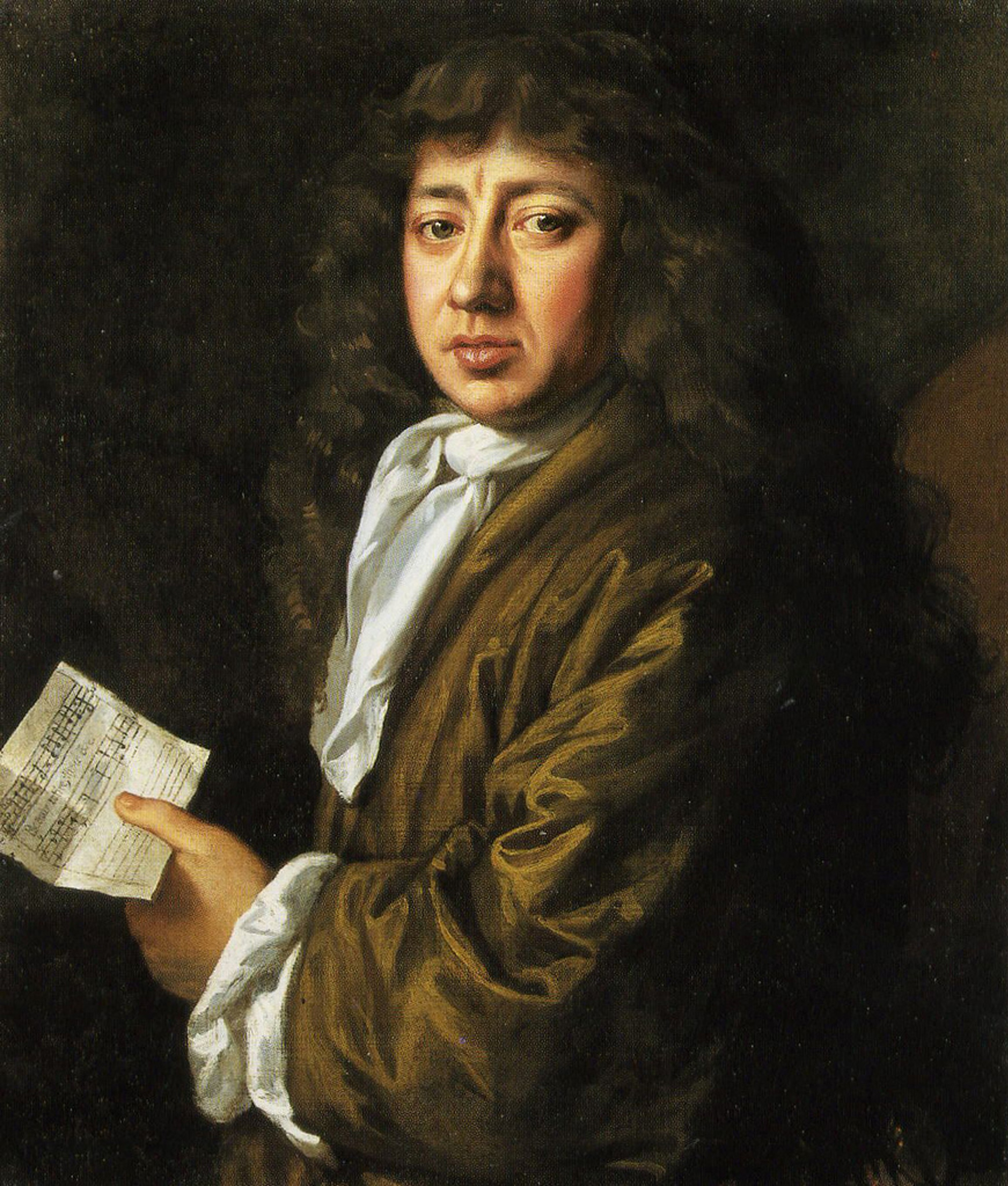
Retrato de Samuel Pepys.

Carlos II se enorgullecía de su espíritu y sus modales mundanos. También tenía la reputación de ser un mujeriego. Por eso, la poesía libertina y de temática sexual contaba con el beneficio de la corte. Carlos y el duque de York (el futuro Jaime II de Inglaterra), fueron grandes protectores de las matemáticas y de la filosofía, lo que favoreció un cierto escepticismo científico entre la aristocracia. Fue, en este contexto, en el que Carlos II fundó la Royal Society; esta prestigiosa institución atrajo a numerosos cortesanos, como el célebre cronista Samuel Pepys, enviando a cambio a muchos de sus eminentes miembros hasta la corte. Carlos y su corte, instruidos con dureza durante su exilio, practicaron una política de tolerancia hacia la disidencia política y las doctrinas religiosas. Aunque era anglicano, Carlos deseó en secreto convertirse al catolicismo poco antes de su muerte, y el duque de York presentaba las mismas tendencias criptocatólicas. A pesar de que la Test Act estuvo en vigor durante todo el reinado de Carlos, el rey fue poco propenso a encarcelar o perseguir a los puritanos. Se limitó a descartarlos de los cargos oficiales y empleos públicos y les privó también de toda representación parlamentaria. Esto provocó que se pudiera desarrollar una literatura disidente durante su reinado, tanto en ciencias políticas como en economía.
Con el regreso de la monarquía, los autores se escindieron en dos movimientos. Por un lado estaban los que intentaban reanimar el espíritu de la literatura inglesa que florecía durante el reinado de Jaime I como si no hubiera pasado nada; por otra parte, el creciente interés por la novedad llevó a numerosos escritores a acercarse al modelo literario francés, especialmente a la sátira y a la parodia. Esta evolución se hizo especialmente evidente por la introducción de una cierta dosis de escepticismo inquisidor en los textos y por la creciente influencia del clasicismo entre los autores y las críticas.

### Una literatura alrededor de un rey
La restauración inglesa es un periodo histórico atípico ya que su actividad cultural estuvo delimitada por un acontecimiento político singular: el retorno de la monarquía de los Estuardo. Se trata de una época en la que la presencia y la personalidad del rey influyeron hasta tal punto en la vida literaria que se puede casi afirmar que la literatura de la época es un reflejo de la corte. Paradójicamente, los adversarios a la Restauración, como los puritanos, los republicanos y los demócratas, escribieron también a remolque de la personalidad de Carlos II. Desde un punto de vista analítico, la Restauración cubre un período en el que el rey y sus costumbres ejercieron un impacto determinado sobre el resto de la sociedad. Este efecto se prolongó más allá de la muerte del monarca aunque en algunos géneros literarios empezó a extinguirse antes que el propio Carlos.

## Poesía
La Restauración fue una época dorada para la poesía. Además de ser el género literario más popular de la época, fue también el más significativo ya que los poemas trataban a menudo temas políticos, reflejando fielmente su tiempo. Se trataba de una época dominada por la figura del rey no por la de un genio. A lo largo del periodo, la poesía se desarrolló en diversas formas que iban desde las epopeyas a la poesía histórica.

### La epopeya inglesa
Ya antes de la introducción de la crítica neoclásica que caracteriza la Restauración, los poetas ingleses habían tomado conciencia de que su país carecía de una auténtica epopeya nacional. La Reina de las hadas de Edmund Spenser tuvo una cierta notoriedad a finales del siglo XVI pero no se la podía considerar como una auténtica epopeya nacional como podían ser en Francia El Cantar de Roldán, en España el Cantar de mio Cid o incluso la Eneida en Italia. Fueron muchos los poetas que intentaron terminar con esta carencia literaria.

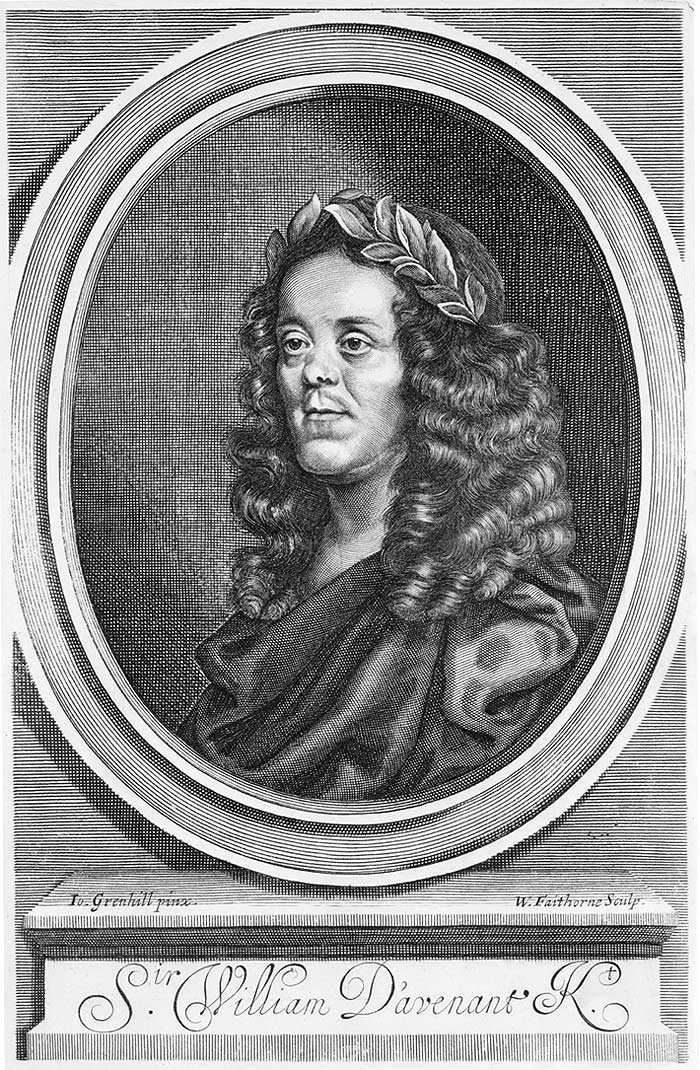
William Davenant propietario del primer teatro reabierto en la Restauración

William Davenant fue el primer poeta de la Restauración en abordar el género de la epopeya. Su obra Gondibert, que alcanza las dimensiones épicas, fue altamente apreciada por Thomas Hobbes. La obra se presentaba en forma de balada, y tanto los demás poetas como las críticas condenaron esta decisión al juzgarla poco apropiada para describir actos heroicos. Los prólogos escritos para Gondibert demuestran las dificultades e incertidumbres para encontrar una estructura épica formal, y dan indicaciones preciosas sobre cómo se veían los escritores de este primer periodo en relación con la literatura clásica.
Aunque se haya estudiado fuera del contexto de la Restauración, El paraíso perdido de John Milton fue publicado durante esta época. Milton, al igual que Davenant, deseaba ofrecer a Inglaterra una epopeya y escribió su obra en versos blancos. El paraíso perdido rechaza, sin embargo, el excepcionalismo inglés y pretende contar toda la historia de la humanidad, dando un valor más destacado al cristianismo que a cualquier pertenencia nacional.
Por otra parte, Milton había iniciado la escritura de otra epopeya relatando la leyenda del rey Arturo, considerado como el gran fundador de Inglaterra. Este proyecto, que Milton terminó abandonando, fue reiniciado por otros autores. Richard Blackmore escribió Prince Arthur y King Arthur. Ambas obras eran largas, soporíferas y fueron rechazadas tanto por la crítica como por el público. Su estilo era tan largo que se le llegó a poner el sobrenombre de “el interminable Blackmore” (Never-ending Blackmore). Años más tarde, Alexander Pope también ridiculizó a Blackmore en su obra The Dunciad.
El periodo de la Restauración terminó pues sin una auténtica epopeya inglesa. Beowulf puede atribuirse ese título pero la obra no era conocida por los autores de la Restauración. Además, el inglés antiguo en el que está escrito les habría resultado totalmente incomprensible.

### Poesía lírica, pastoral, odas e innovaciones
La poesía lírica, aquella en la que el poeta expresa en primera persona sus propios sentimientos y su estado de ánimo, no fue especialmente popular durante la Restauración. Los autores preferían otras formas de expresión poética, generalmente más formales y más cercanas al público, como por ejemplo las odas y la poesía pastoril. Una de las características del periodo es la desvalorización del sentimiento íntimo en favor de la expresión pública y de la filosofía, más abstractas y objetivas. El lirismo que aparecerá años más tarde en la poesía melancólica y prerromántica del siglo XVIII aún estaba en estado embrionario durante la Restauración y afectó, principalmente, a la poesía pastoril.
Desde el punto de vista formal, el periodo tiene sus preferencias en cuanto a rimas. De todas las estructuras posibles, el pentámetro yámbico y la copla fueron las más populares. La moda del clasicismo no llevó a los poetas a intentar adaptar la poesía latina y sus ritmos, aunque el pentámetro yámbico conservó casi el monopolio. Según explica John Dryden, en su prefacio de la obra The Conquest of Granada, la rima en pentámetro yámbico tiene la dignidad apropiada para un tema elevado, permitiendo al mismo tiempo un enunciado completo y coherente. Dryden evoca aquí lo que las críticas denominaron más tarde la cuestión del “decoro”, es decir, la armonía de la forma y del sujeto, un problema que Davenant encontró mientras escribía su Gondibert. La solución de Dryden fue la de combinar el ritmo del pentámetro yámbico con un mínimo de encabalgamiento y aplicarlo formando un dístico cerrado (closed couplets) consiguiendo así unos pareados que tienen sentido por sí solos, sin necesidad de los siguientes. El resultado obtenido recibió el nombre de “dístico heroico” (heroic couplet) ya que resultaba adecuado sobre todo para los temas que requerían una mayor seriedad. Algunos autores reaccionaron en contra del dístico heroico burlándose de este ritmo: Samuel Butler en su Hudibras utilizó una parodia substituyendo los pentámetros por tetrámetros. Esta nueva forma fue bautizada como “versos hudibrásticos” y tuvieron gran aceptación, sobre todo en el mundo de la sátira. Jonathan Swift empleó este tipo de composición en muchos de sus poemas.
Aunque el paso del tiempo haya destacado a Dryden como figura principal del periodo, los contemporáneos de los años 1670 y 1680 consideraban por igual a todos los poetas cortesanos, donde el jefe indiscutible era entonces Edmund Waller. Además de Dryden, la poesía estaba dominada por el conde de Rochester, el duque de Buckingham y el conde de Dorset, todos ellos ligados a la corte de Carlos II. Por su parte, Aphra Behn, Matthew Prior y Robert Gould eran de origen plebeyo, pero no por ello menos fervientes realistas. Los poetas de la corte no seguían un estilo específico, aunque sus escritos se caracterizan por una sexualidad asumida y por una voluntad de ridiculizar y dominar a sus adversarios mediante las agudezas. Cada uno de estos poetas escribió también obras para el teatro. Las obras de Behn, Dryden, Wilmot y Gould merecen una especial atención. Sus obras Absalon and Achitophel y Religio Laici fueron de gran ayuda para Carlos II al presentar como lógicas algunas decisiones reales cuestionables.
Dryden fue especialmente prolífico y escribía tan deprisa que llegó a acusarse de “plagiarse a sí mismo”. Los géneros poéticos con los que trabajó son incontables: tanto antes como después de recibir el galardón de poeta laureado, escribió de forma regular odas públicas. Siguiendo los pasos de Walter Raleigh y Philip Sidney, utilizó también un estilo pastoril que recuerda a la poesía que se realizaba durante el reinado de Jaime I. Pero Dryden se caracterizó principalmente por sus obras apologéticas, destinadas a defender la monarquía restaurada así como a la iglesia de Inglaterra. Sus obras Absalon and Achitophel y Religio Laici fueron de especial ayuda para Carlos II, al presentar como razonables algunas decisiones reales controvertidas. A pesar de su reputación de seriedad, John Dryden se interesó también en la parodia heroica y escribió MacFlecknoe. Dryden, que no era de sangre noble, no se benefició jamás de los honores prometidos por el rey ni fue recompensado por los préstamos que le hizo al monarca. Sin embargo, durante toda su vida fue leal a Carlos II, actuando al mismo tiempo con un cierto oportunismo: poco después del ascenso al trono de Jaime II y el retorno del favor al catolicismo, Dryden intentó glorificar la Iglesia católica con su obra The Hind and the Panther, colocándola por encima de cualquier otra religión. Esta conversión gentil del poeta cortesano ocasionó que se escribieran diversas sátiras sobre el asunto.
El duque de Buckingham también practicó la literatura cortesana. Sin embargo, al igual que el conde de Dorset, fue más un protector de la poesía que un poeta. Por el contrario, el conde de Rochester fue un poeta prolijo que llenó su tiempo con versos escandalosos. Los textos de Rochester poseen casi siempre un carácter sexual explícito, siendo a la vez muy políticos. Mientras la Restauración sucedía al interregno de Cromwell, este tipo de actitud equivalía a una declaración política y una provocación hacia los puritanos. La obra de Rochester tiene un aspecto lírico; el autor afirmaba que escribía para consolarse de su propia impotencia sexual, aunque en realidad la mayoría de sus obras son parodias de las formas poéticas clásicas y autorizadas. Es el autor de un falso poema de viajes Ramble in St James Park, que utiliza la reputación de este parque londinense para advertir de los peligros y sorpresas que pueden esperar en la oscuridad a un hombre que sólo pretende copular. Rochester es también el autor de algunos poemas pastoriles y de falsas odas como la de To Signore Dildo que narra con una grandilocuencia absurda la quema pública de una caja con contrabando francés en los muelles londinenses. Gran hedonista y partidario de la superioridad del espíritu, Rochester poseía un gusto especial hacia los cambios de situación y la alteración del orden establecido. Su deshonestidad fue la causa de su muerte precoz; su persona se presenta muchas veces como el arquetipo del libertino en la época de la Restauración.

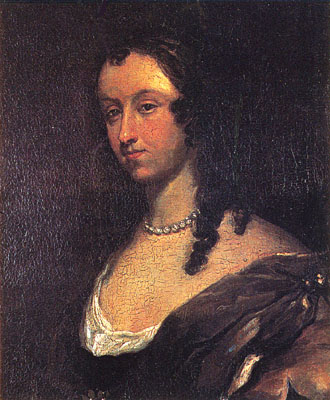
Aphra Behn fue la primera escritora profesional.

Aunque Aphra Behn es básicamente conocida por su novela Oroonoko y sus obras de teatro, la joven fue también muy activa en el campo de la poesía. Edward Bysshe en su recopilación Art of English Poetry cita numerosos de los versos de la autora (). De forma injusta se decía que Behn era un “Rochester hecho mujer”. Aunque su estilo denota ocasionalmente una cierta licencia sexual, no alcanza jamás la malicia de Rochester. Los poemas de Aphra Behn, conformes a la moral de la corte real de la época, adoptan una visión serena y honesta del deseo sexual. El éxito alcanzado por esta joven y por su poesía cortesana es especialmente destacable, ya que la propia Aphra era una plebeya. Al igual que Dryden, no tenía ninguna relación con los grandes pares del reino, tal vez menos incluso. Mujer sin linaje, esta joven nacida en Kent, llegó de forma excepcional a formar parte del círculo más íntimo del rey. Se cree que Aphra Behn trabajó como espía a favor de la causa monárquica durante la Primera revolución inglesa y que lo hizo de nuevo durante la guerra anglo-holandesa. Mujer sin belleza ni fortuna personal, Behn escribió algunos de los mejores poemas de la época: esto cambia el concepto general sobre el periodo de la Restauración, considerada por muchos como una era de analfabetismo femenino masivo asociado a una actividad literaria producida y disfrutada por la elite.
Si Aphra Behn constituye una excepción curiosa a las reglas sociales de la época, otro caso destacable es el de Robert Gould. Nacido en una familia común y huérfano desde los trece años, Gould no recibió ninguna educación y se convirtió en sirviente al servicio del conde de Dorset. Esto le permitió, no sólo aprender a leer y escribir en inglés sino también en latín. Los poemas que escribió alcanzaron gran popularidad en los años 1680 y 1690. El autor realizó diversas odas para conseguir ingresos pero el éxito le llegó en 1690 con la obra Love Given O'er, or A Satyr Upon Woman. Inspirada en una sátira de Juvenal mucho más moderada, el poema de Gould pretendía condenar el “orgullo, la lascividad y la inconstancia de la mujer” y contenía un número de invectivas explícitas destinadas al género femenino. La misoginia de la obra es una de las más duras y viscerales de toda la poesía inglesa. Todas las ediciones de la obra se agotaron con facilidad gracias al entusiasmo de los lectores. Después escribió una sátira sobre el teatro (Satyr on the Play House) conteniendo descripciones detalladas de los actores y del mundo del espectáculo de la Restauración. Gould siguió explotando el éxito de Love Given O'er: Or a Satyr on the Inconstancy of Woman publicando una serie de poemas misóginos, con contenidos específicos y concretos sobre el comportamiento de la mujer. Sus textos están plagados de damas de la aristocracia que, aun teniendo dinero, prefieren pagar al cochero con una felación y de mujeres haciendo el amor en un coche donde el placer se multiplica gracias a los saltos del vehículo sobre el pavimento. La carrera del autor fue breve pero muestra la vivacidad de un mundo literario subterráneo e inmensamente sexista. Tras la conversión de John Dryden al catolicismo, Gould entabló una auténtica guerra literaria con él. En Jack Squab ataca de forma despiadada la ausencia de fe de Dryden. Que un simple escritor sin linaje pudiera criticar así a un poeta de la corte es notable. Que además lo hiciera sin contar con el apoyo de su protector es aún más asombroso.

### Otros poetas

#### Traducciones yobras anónimas

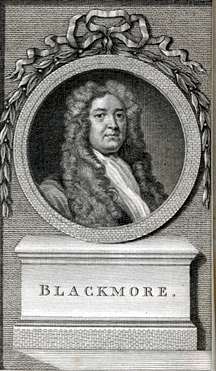
Grabado representando a Richard Blackmore.

Roger L'Estrange fue un traductor importante de la época: contribuyó a la traducción al inglés de una gran parte de la literatura clásica, en particular, de las fábulas de Esopo. Estas últimas suscitaron el entusiasmo de escribir nuevas fábulas, normalmente de tono político. Además de poesía, el autor tradujo un gran número de obras en prosa, destacando las de Erasmo de Róterdam en 1680 y las de Francisco de Quevedo de 1668. Otros, como Richard Blackmore eran admirados por la fuerza de sus palabras, es decir, la fuerza de su declamación y de sus sentimientos, pero no pasaron a la posteridad. Elkannah Settle, por ejemplo, fue un escritor de sátiras prometedor de la Restauración pero su nombre cayó en el olvido. Cuando los libreros se animaron a contratar autores para trabajar en traducciones de obras escogidas, las tiendas se llenaron rápidamente de poemas llegados del extranjero. Por último, paralelamente al desarrollo de las publicaciones periódicas, un cierto número de poetas anónimos pudieron componer textos temáticos referentes a la actualidad.
La forma más extendida de publicación clandestina era la dedicada a la sátira, escrita a menudo por autores conocidos o desconocidos que vigilaban que no se hiciera pública su identidad. Ser identificado como el redactor de una sátira presentaba grandes riesgos: por un lado, las leyes sobre difamación tenían una interpretación muy amplia y era difícil para el autor evitar las actuaciones judiciales si se establecía quien era el autor de un texto que parecía criticar a un miembro de la nobleza; por otra parte, las víctimas más ricas respondían a la sátira contratando secuaces que se encargaban de agredir al autor. Una de las consecuencias de este anonimato generalizado es que numerosos poemas, algunas realmente destacables, no fueron publicados y permanecieron ocultos durante mucho tiempo. Esto afectó sobre todo a los poemas que trataban sobre intrigas de poder, criticaban al gobierno o extendían rumores sobre la conversión de Jaime II de Inglaterra al catolicismo. La mayoría de estas obras no se conservaron.

## Prosa
La prosa de la restauración inglesa estuvo dominada claramente por la literatura de inspiración cristiana. La época, no obstante, vivió también la eclosión de dos géneros que iban a destacar de forma considerable en el siguiente siglo: la ficción y el periodismo. Los escritos religiosos se teñían a menudo de tintes políticos o económicos así como las obras políticas y económicas se mezclaban con la religión.

### Ciencia y filosofía
La Restauración estuvo marcada por la publicación de un gran número de obras de filosofía política, suscitadas por el conflictivo periodo del interregno. Además, el entusiasmo de la corte por el clasicismo y las ciencias empíricas llevó a una renovación en el interés por los grandes conceptos filosóficos.

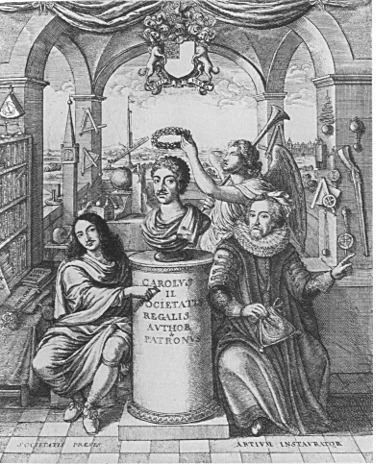
Portada del libro History of the Royal Society

Thomas Sprat escribió su History of the Royal Society en 1667. Este texto resume de forma brillante las principales ideas del racionalismo científico que tanto prosperó en el siglo XVIII. En esta obra, Sprat muestra su profunda desconfianza hacia los adjetivos, los términos aproximativos y, de forma general, hacia el lenguaje marcado por la subjetividad. Por el contrario, el texto reclama que la ciencia debe estar regida por un vocabulario limitado, claro y preciso, con el fin de que las explicaciones puedan ser lo más comprensibles. El mérito de la Royal Society, según Sprat, es que rechaza de forma explícita todo aquello demasiado escolástico. Para el autor, al igual que para un buen número de los fundadores de la institución, la ciencia es de la misma naturaleza que el protestantismo, en el sentido en que tanto sus preceptos como sus explicaciones deben llegar al mayor número posible de personas. La ciencia no puede tener sacerdotes; cada individuo debe estar capacitado para reproducir los experimentos y las lecciones. Por estas razones, Sprat recomienda la brevedad de las descripciones y la reproductividad de los experimentos.
Más allá de la obra de Sprat, la Royal Society influyó de manera notable en la difusión de la cultura científica de la época. Gracias a su apoyo, fueron numerosas las obras que se publicaron en el campo de la física y de la biología, como  Micrographia  de Robert Hooke.

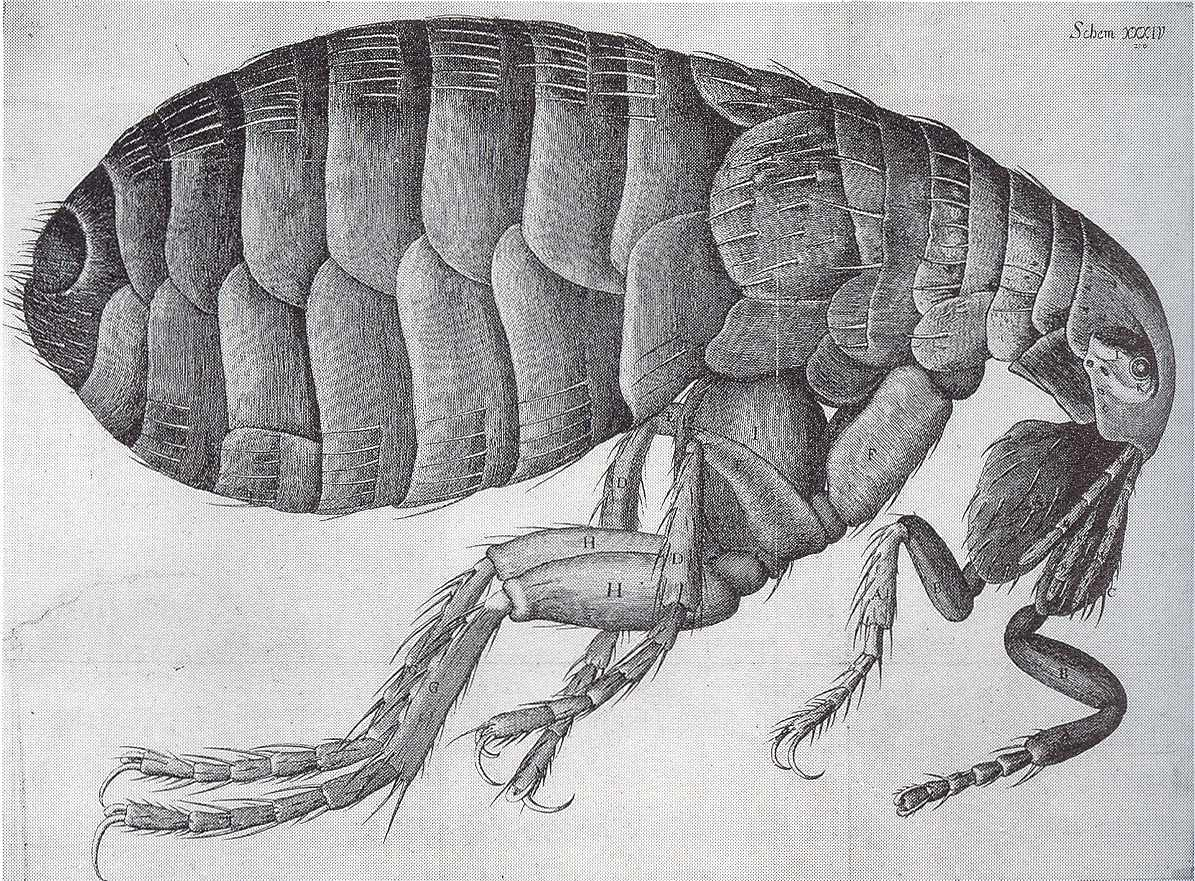
Grabado de una pulga en el libro Micrographia

Tras retirarse de su cargo como secretario de estado, William Temple escribió numerosas obras bucólicas en prosa, alabando la soledad, la contemplación meditativa y la observación directa de la naturaleza. Introdujo también las disputas entre antiguos y modernos en Inglaterra mediante su obra Reflections on Ancient and Modern Learning. Los debates suscitados por el libro, y más en concreto por su temática, inspiraron a numerosos autores de la primera mitad del siglo XVIII, en particular, a Jonathan Swift y a Alexander Pope.
Fue también durante la Restauración cuando John Locke escribió la mayor parte de sus trabajos filosóficos. El empirismo de Locke era un intento de comprender las bases del conocimiento humano así como la búsqueda de un método racional para tomar las mejores decisiones posibles. Ese mismo planteamiento científico aparece en Treatises on Government, una obra básica que más tarde inspiró a los principales protagonistas de la Guerra de Independencia de los Estados Unidos. Al igual que en sus trabajos sobre el conocimiento, Locke parte de las unidades sociales más básicas para llegar a las más elaboradas, y como Thomas Hobbes, pone el acento sobre la necesaria maleabilidad de todo contrato social. En una época marcada por el retorno de la monarquía absoluta, un fallido intento democrático, una democracia corrupta más el retorno de una monarquía moderada, tan solo una teoría de un gobierno flexible podía tener éxito.

### Escritos religiosos
La Restauración moderó los escritos teológicos más sectarios, pero el radicalismo religioso permaneció durante todo este periodo. Algunos autores puritanos, como John Milton, se vieron obligados a abandonar la vida pública. Para otros, como los cuáqueros o los anabaptistas que habían condenado el régimen monárquico, tomando parte en la ejecución de Carlos I de Inglaterra, la Restauración los sumió en el silencio, deteniendo a sus líderes y censurando sus escritos. Los textos más radicales encontraron refugio en la clandestinidad mientras que algunos viejos partidarios de Oliver Cromwell decidieron aflojar posturas.
George Fox, y con él William Penn, hicieron voto público de pacifismo y empezaron a enseñar una nueva teología basada en la paz y el amor. Otros puritanos se contentaron con la libertad que les daba poder reunirse en las parroquias locales. Se distanciaron así de los aspectos más duros de la religión que habían llevado a cometer abusos durante el gobierno de Cromwell. De este movimiento destacan en particular dos autores: John Bunyan e Izaac Walton.

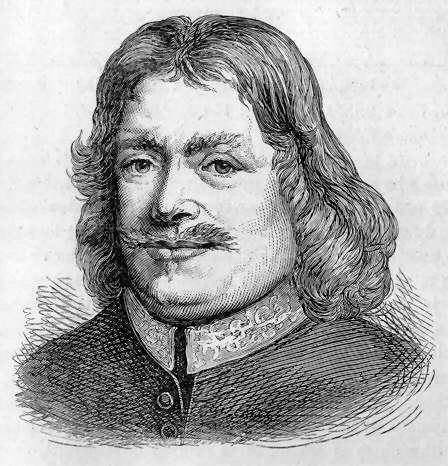
John Bunyan.

El Viaje del peregrino (The Pilgrim's Progress from This World to That Which Is to Come) de John Bunyan es una alegoría sobre la salvación personal y una guía sobre la vida cristiana. En lugar de buscar una visión escatológica de un Dios vengador, en su obra Bunyan prefiere mostrar la manera en que un buen cristiano puede vencer las tentaciones de cuerpo y espíritu para evitar así la condena eterna. El libro, influenciado por las técnicas del teatro y de la biografía, tiene una estructura lineal aunque rinde un cierto homenaje a la gran tradición alegórica encarnada por autores como Edmund Spenser. La obra narra las aventuras de Christian (nombre que en inglés significa también “cristiano”), un hombre corriente que intenta encontrar un camino que le lleve de la “ciudad de la destrucción” hasta la “ciudad celestial” de Sion.
La obra The Compleat Angler de Izaac Walton presenta la misma tendencia hacia la introspección. Aunque se trata de forma ostensible de un manual de pesca, los lectores apreciaron sus descripciones de la naturaleza. Existen pocos libros que tengan una prosa análoga a la de Walton. A simple vista no es más que un manual como otro cualquiera pero en realidad el propósito del texto es el de servir como guía para sus lectores que no fueron únicamente los amantes de la pesca.
En esta época se desarrolló también una prosa específica destinada a la corte, que incluye varias recopilaciones de sermones, así como una literatura centrada en las cuestiones debatidas en la cámara de los Lores. Leyes como la Act of First Fruits and Fifths, la Test Act o la Act of Uniformity implicaban a todas las religiones presentes en el país. Por su parte, el científico Robert Boyle se interesó también por la cuestión religiosa firmando numerosos ensayos sobre la figura de Dios que continuaron teniendo éxito incluso después de la Restauración: aún sigue siendo populares gracias a la parodia que hizo más tarde Jonathan Swift en su obra Meditation Upon a Broomstick. De manera general, la literatura devota se vendió bien durante todo el periodo, lo que demuestra que entre la clase media inglesa el nivel de alfabetización era elevado.

### Periodismo
En la época de la Restauración, las herramientas informativas se caracterizaban aún por ser muy rudimentarias: la prensa aparecía en varias publicaciones intermitentes que, a menudo, consistían en grandes folios que presentaban un único asunto, lo que les daba un aspecto de simples prospectos. Sin embargo, este periodo vio como en Inglaterra, al igual que en otros países, se empezaban a publicar de forma profesional las primeras publicaciones periódicas, llamadas así por la regularidad de su publicación. El desarrollo del periodismo no llegó sin embargo hasta la llegada de Guillermo III al trono, en 1689. El nuevo rey procedía de Ámsterdam, ciudad en la que la actividad periodística estaba en plena efervescencia.

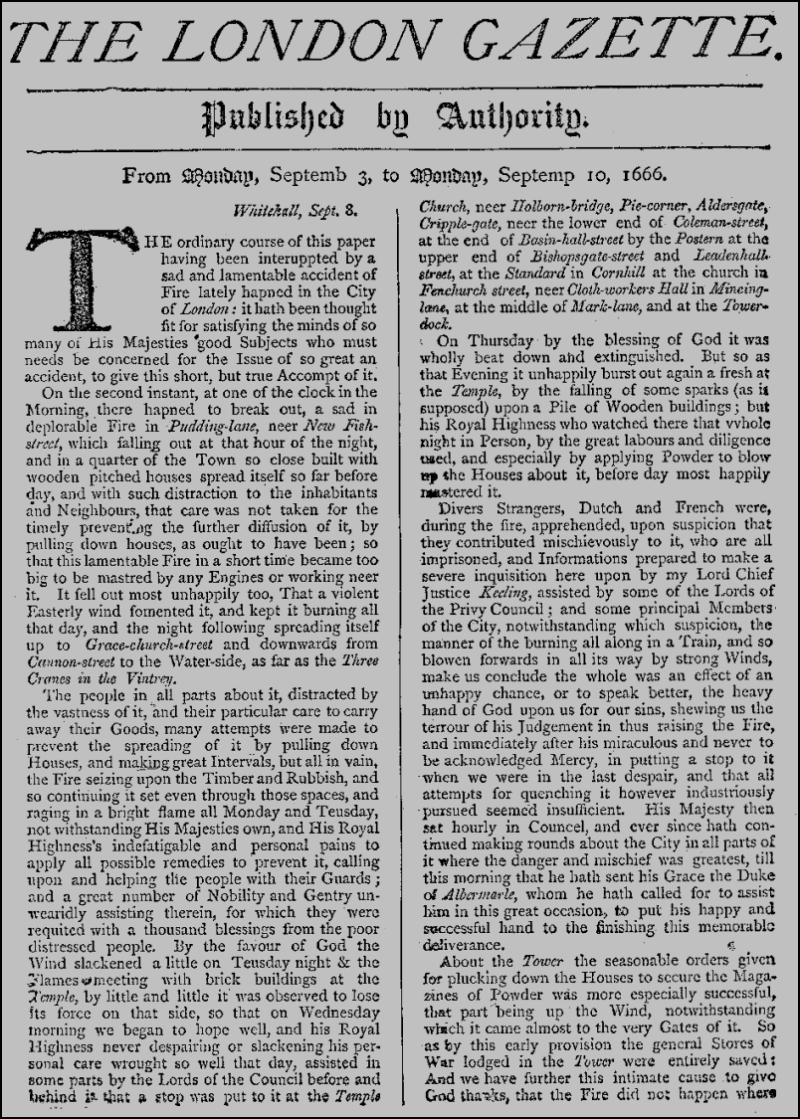
Portada de la publicación The London Gazette informando sobre el fuego de Londres.

Los primeros intentos de fundar publicaciones duraderas no fueron fáciles. Roger L’Estrange lanzó de forma sucesiva The News y City Mercury pero ninguna de ellas triunfó. Henry Muddiman fue el primer inglés que conoció el éxito de una publicación regular, la London Gazette, fundada en 1667. Muddiman inició su carrera como periodista durante el interregno y fue nombrado redactor de Parliamentary Intelligencer, órgano oficial del Parlamento. En 1666, Muddiman había lanzado la Oxford Gazette que publicó una serie de novelas sobre la corte real que en esas fechas estaba refugiada en Oxford huyendo de la peste que afectaba a Londres. Cuando la corte regresó al palacio de Whitehall, la publicación se transformó en la London Gazette. Aunque las publicaciones de Henry Muddiman fueran las primeras muestras de información regular se encuentran muy alejadas de lo que es en la actualidad un periódico: los textos manuscritos del periodista se enviaban por correo a los abonados y no se vendían al gran público. Para eso se tuvo que esperar a la llegada de The Athenian Mercury.
The Athenian Mercury constituyó el primer periódico regular de Inglaterra. Estaba dirigido por John Dunton y por los miembros de la Athenian Society (compuesta por un matemático, un sacerdote y un filósofo pagados por Dunton) y empezó a publicarse en 1691 justo con la llegada al reino de Guillermo y María.
Además de las noticias, el Mercury permitía que sus lectores enviaran de forma anónima sus preguntas, garantizando una respuesta impresa en sus columnas. La mayoría de las preguntas hacía referencia a temas amorosos o de salud, mientras que otras eran curiosas y divertidas: una de las cuestiones, redactada de forma elegante, explicaba el misterioso temblor que sufría un hombre cuando terminaba de orinar. Estas preguntas, precursoras de las cartas de los lectores, hicieron que la publicación fuera rentable. Se publicó durante seis años y el contenido de sus columnas se reeditó en cuatro libros además de un resumen general titulado The Athenian Oracle.

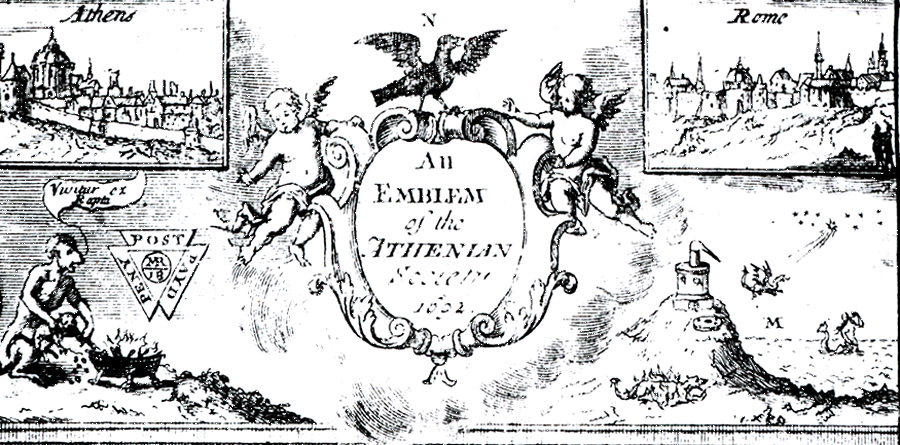
Portada de la recopilación The Athenian Oracle

La moda de los periódicos eclosionó los años siguientes: muchos de los que aparecieron no tuvieron más que una o dos ediciones ya que sólo buscaban realizar ataques políticos puntuales. Alexander Pope llamó a estas publicaciones “hijos de un día”.

### Ficción
Resulta imposible datar los inicios de la novela inglesa. Sin embargo, fue durante la Restauración cuando empezaron a distinguirse de otros géneros literarios las largas obras de ficción y las biografías ficticias. El  Orlando Furioso  de Ludovico Ariosto inspiró en Inglaterra una serie de textos en prosa sobre temas como el amor, el peligro o la venganza. Importados de Francia, las novelas de Gautier de Costes conocieron también una gran popularidad a partir del interregno.

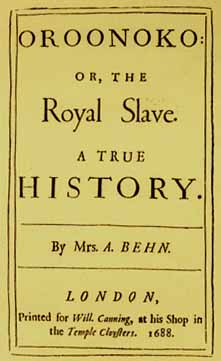
Primera edición de Oroonoko de Aphra Behn.

La novela estaba considerada aún un género típicamente femenino y las mujeres veían como un defecto leer novelas. El hecho de que se leyeran en francés o se tradujeran de este idioma les daba un cierto carácter afeminado. Sin embargo, las novelas fueron poco a poco trasladándose hacia temas menos tradicionales, centrándose en personajes más cotidianos como los de la novela picaresca. Una de las figuras esenciales en el auge de la novela fue Aphra Behn. No fue sólo la primera escritora profesional sino que también fue la primera novelista profesional.
La primera novela de Behn, Love Letters Between a Nobleman and His Sister, se publicó en 1684. Se trataba de una novela epistolar sobre los escandalosos amores de un aristócrata con la hermana de su esposa. La obra, aún y poseyendo una fuerte dosis de romanticismo, presentaba también aspectos políticos y sexuales explícitos. La autora organiza la novela en dos partes, redactadas en dos estilos completamente distintos. Behn escribió por otra parte una serie de “Historias” sobre personajes ficticios como por ejemplo History of a Nun. Su novela más famosa es, sin embargo, Oroonoko, publicada en 1688. La obra, en la que el protagonista es un africano convertido en esclavo en Surinam, cuenta una historia de amor trágico, inspirada por las numerosas experiencias vividas por la autora en las colonias de Sudamérica. Las novelas de Aphra Behn muestran una cierta influencia de la tragedia y de su experiencia como dramaturga. Más tarde, las novelas de Daniel Defoe adoptaron un aspecto narrativo idéntico, aunque la formación periodística del autor le inclinó por el relato de historias reales.
También se popularizaron otras formas de ficción. Los lectores de la época se fascibana leyendo la versión inglesa del Roman de Renart así como diversas fábulas folklóricas. Estos textos, en su mayoría anónimos y escritos en verso, circulaban también en su versión en prosa.

### Otros géneros y escritores
Paralelamente a los géneros ya mencionados, la Restauración vio los inicios de una literatura explícitamente política, a menudo delegada a unos pocos nombres. Roger L’Estrange, ardiente panfletario realista durante la guerra civil, se convirtió en censor oficial de la prensa durante el reinado de Carlos II. Tras su cuestionamiento de la conspiración papista de 1678, L’Estrange se marchó de Inglaterra y editó desde el extranjero The Observator (1681 – 1687), periódico en el que atacaba el puritanismo.
Hacia el final del periodo, Charles Gildon y Edmund Curll encontraron una forma de comercio fructífera: Curll era librero (lo que hoy en día sería un editor) y empezó a pagar a los autores para que escribieran biografías o traducciones. Gildon que frecuentaba a otros escritores, empezó a vender biografías repletas de elementos inventados. Esta práctica lucrativa fue rechazada por otros autores más literarios.

## Teatro

### Contexto

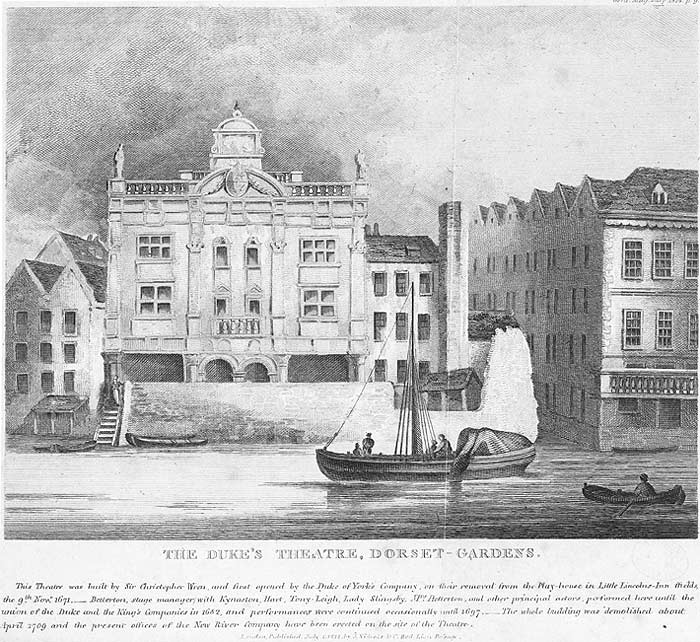
Teatro de la Duke´s Company en Londres.

La llegada al poder de un apasionado del teatro como era Carlos II constituyó un momento crucial en la historia de la dramaturgia inglesa. A partir de que se abolió la antigua prohibición puritana de representar obras, el teatro se reestructuró de forma rápida y profunda. Dos compañías teatrales, la King’s Company y la Duke’s Company se establecieron en Londres en unas lujosas salas construidas a partir de los planos de Christopher Wren, dotadas de decorados móviles o de máquinas capaces de generar rayos y truenos.
Tradicionalmente, las obras de la Restauración se han estudiado por género y no por orden cronológico, como si todas se hubieran escrito al mismo tiempo. Las universidades actuales insisten en señalar la evolución rápida del teatro durante este periodo y la importancia que pudieron tener los aspectos políticos y sociales. La influencia de la competencia entre compañías teatrales o sus problemas financieros también se tienen en cuenta, así como la aparición de las primeras actrices profesionales: antes de la Restauración, el acceso a la escena estaba proscrito a las mujeres y los papeles femeninos estaban interpretados por hombres travestidos. Bajo la influencia de una de sus amantes, Carlos II abolió esta norma abriendo el teatro a las mujeres.
En los años 1660 y 1670, la escena londinense estuvo animada por la competencia entre las dos compañías de William Davenant y Thomas Killigrew. El deseo de responder a los desafíos lanzados por la audiencia hicieron que estas compañías fueran especialmente sensibles a los gustos del público, y los modelos teatrales podían variar de semana en semana. A mediados de los años 1670 se pusieron en escena numerosas obras de calidad como Aureng-Zeb de John Dryden, The Country Wife y The Plain-Dealer de William Wycherley o The Rover de Aphra Behn, representadas todas ellas en un intervalo corto de tiempo.
A partir de 1682, la producción de nuevas obras decayó de forma espectacular al fusionarse las dos compañías, así como por los problemas políticos ocasionados por el complot papista de 1678 y la crisis de la Exclusion Bill de 1682. Los años 1680 fueron particularmente pobres en comedias, con la sola y notable excepción de Aphra Behn. Se produjo una transición de la comedia hacia el drama político más serio, reflejando así las preocupaciones y las tensiones de la vida pública del momento. Algunas comedias estrenadas presentaban también un cierto aire político.

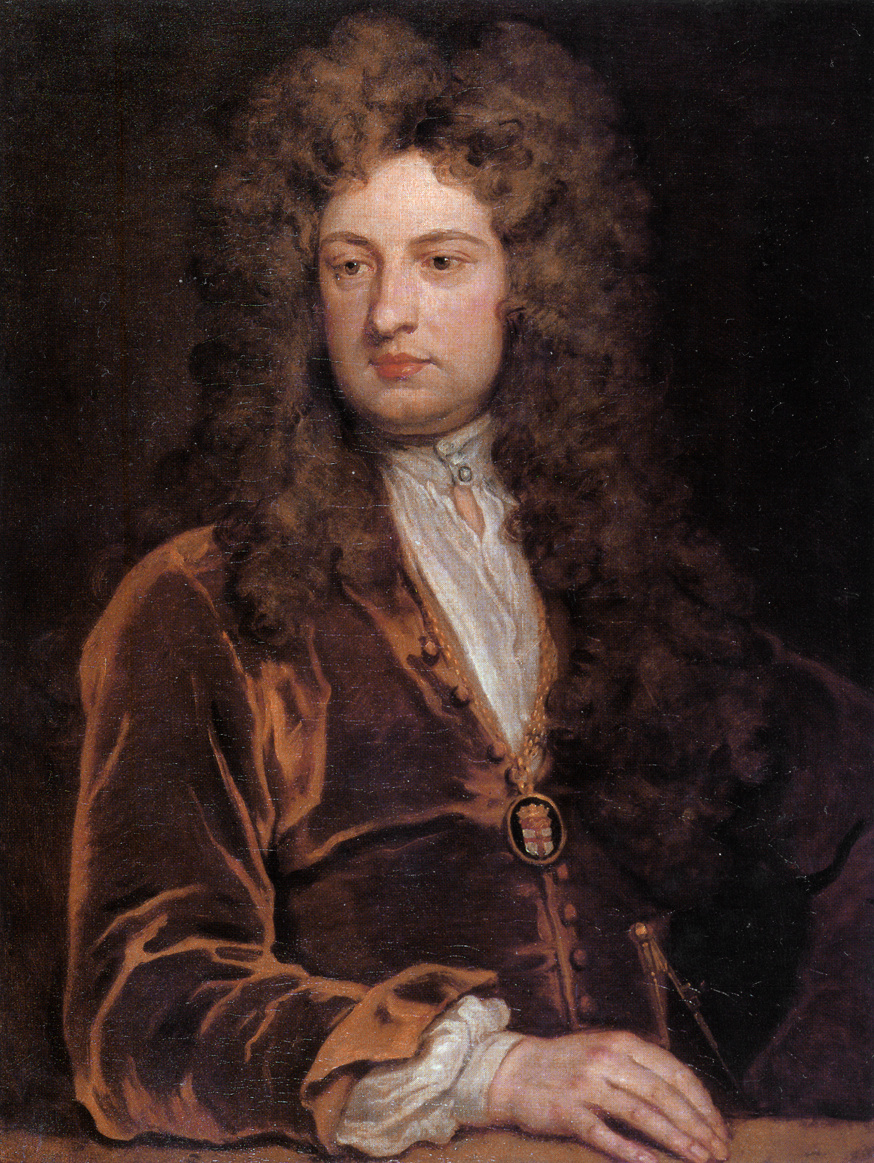
Retrato del arquitecto y autor John Vanbrugh.

A partir de 1688 se inició un periodo más tranquilo durante el que los londinenses esperaban poder divertirse de nuevo; sin embargo, la United Company carecía de los recursos necesarios para satisfacer esta necesidad. Al no tener público, la compañía fusionada había perdido su dinamismo y fue comprada por un grupo de especuladores llamados los “aventureros”. La nueva dirección autocrática en manos de Christopher Rich, buscando satisfacer las exigencias económicas de los accionistas, recortó de forma ostensible los sueldos de los actores. Estos decidieron formar su propia compañía en forma de cooperativa en 1695. Llegaron nuevos años de competencia entre teatros que permitieron una breve renovación del género, especialmente de la comedia. Obras como Love for Love o The Way of The World de William Congreve o The Relapse y The Provoked Wife de John Vanbrugh respondieron a una moral más burguesa y más “dulce”, muy distinta a la extravagancia de la aristocracia de los años anteriores. Si la literatura de la Restauración es la literatura que refleja la corte de Carlos II, el teatro de la restauración termina antes de la muerte del monarca, ya que las salas de espectáculos se llenaron de espectadores de clase media, dejando a un lado a los miembros de la corte.

### Dramas y tragedias
La clasificación de géneros en el teatro de la Restauración obedecía a unas reglas especiales. Por un lado, los autores recurrieron a las categorías clásicas de la comedia, la tragedia y la historia. Pero en realidad las nuevas piezas cuestionaban las antiguas limitaciones y, a partir de los años 1660, aparecieron nuevos géneros dramáticos, mezclándose con gran rapidez. En la tragedia, el estilo predominante al inicio del periodo fue el drama heroico, llevado a su más alto grado de refinamiento por John Dryden en obras como The Conquest of Granada o Aureng-Zeb. Estos textos tendían a celebrar a unos protagonistas masculinos, a menudo agresivos, y a representarlos en su búsqueda de una consagración militar, política o amorosa. Aunque los autores calificaron estas obras de historias o tragedias, la crítica moderna prefiere considerarlas como dramas heroicos, término inventado por el propio Dryden. Este tipo de drama se centra en los actos de un hombre con un carácter determinado, en el que sus cualidades físicas e intelectuales le convierten en un jefe. Esto podría ser el reflejo de la visión de un rey idealizado tal y como soñaban los cortesanos de Carlos II. El público, sin embargo, podía considerar a estos héroes como el símbolo de una nobleza rebelde, lista para combatir la injusticia con la espada. Los dramas heroicos, en sentido estricto, obedecían al esquema de la tragedia, aunque no eran necesariamente tristes.

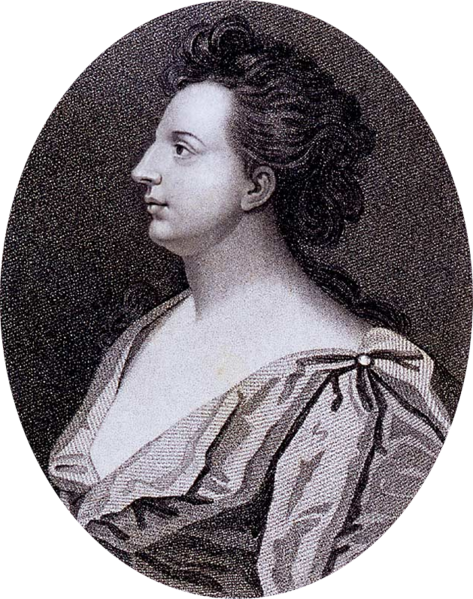
La actriz Elizabeth Barry que inauguró la época de las grandes actrices dramáticas.

En los años 1670 y 1680, se operó una transición gradual del heroísmo hacia una tragedia más patética, concentrándose en los asuntos amorosos o domésticos, aunque los personajes principales seguían siendo famosos. Después del éxito de Elizabeth Barry en el papel de Monimia, heroína de The Orphan de Thomas Otway, apareció el término de “she-tragedies” o tragedias femeninas, inventado por Nicholas Rowe. Las tragedias femeninas hicieron hincapié en los sinsabores de las mujeres inocentes y virtuosas y se convirtieron en la forma dominante de la tragedia patética inglesa.
Según algunos estudiosos, esta evolución debe valorarse junto a la aparición de grandes actrices trágicas, cuya popularidad requería la creación de papeles especialmente concebidos para ellas. La alianza entre Thomas Otway y la actriz Elizabeth Barry llevó a la moda de pasar de héroes a heroínas. Entre las tragedias femeninas destacan Anna Bullen de John Banks que trata el tema de la ejecución de Ana Bolena; The Fatal Marriage de Thomas Southerne; así como The Fair Penitent y Jane Grey de Nicholas Rowe.
Las tragedias femeninas derivan de la tragedia más pura, puesto que las mujeres descritas sufren sin ser culpables, y porque el elemento trágico es más emocional que moral o intelectual. Su éxito no impidió sin embargo la representación de otras piezas trágicas más abiertamente políticas. La crisis de la Exclusion Bill trajo consigo un determinado número de tragedias reales así como a la circulación de múltiples piezas clandestinas. La obra Venice Preserv’d de Thomas Otway (1682), es una pieza política de inspiración realista que, al igual que Absalon and Achitophel de Dryden, parece alabar las acciones del rey dentro de una crisis. Otway substituye la ciudad de Venecia por Londres y las oscuras intrigas senatoriales de la obra reflejan las maniobras del conde de Shaftesbury. El autor hace aparecer al duque de Mounmouth, héroe de guerra e hijo ilegítimo de Carlos II, que fue durante mucho tiempo presentado como heredero al trono. Venice Preserv’d constituye la síntesis perfecta entre las tragedias clásicas o las historias políticas realistas de Dryden y las nuevas tragedias de sufrimiento femenino. En efecto, aunque la intriga parece a primera vista una simple alegoría política, la acción se concentra en realidad en la relación entre una mujer y un hombre, atormentado e ingrato, y la mayoría de las escenas y de los diálogos describen con patetismo los sufrimientos que padecen.

### Comedias
Las comedias de la Restauración inglesa son conocidas por su carácter sexualmente explícito, tendencia fomentada por el propio rey Carlos II y por una corte real de espíritu libertino.
Las piezas más conocidas del periodo son las comedias anti-sentimentales, llamadas “duras”, de John Dryden, William Wycherley y George Etherege, que reflejan una vida cortesana repleta de intrigas amorosas y de conquistas sexuales. John Wilmot, auténtico poeta y cortesano libertino, aparece representado en la obra Man of Mode de Etherege, caracterizado como un aristócrata turbulento, espiritual, culto y dotado de un irresistible poder de seducción. Su perfil responde al ideal del “libertino de la Restauración”, aunque este personaje es bastante raro en las comedias de la época. The Plain-Dealer de Wycherley, variación de El misántropo de Molière, tuvo un gran éxito gracias a su tono satírico e impecable, de manera que su autor fue apodado Manly Wycherley y Plain Dealer Wycherley en honor a los protagonistas de la obra. La pieza que, sin embargo, representa mejor el gusto por la obscenidad de la época es, probablemente, The Country Wife de Wyrcherley (1675).

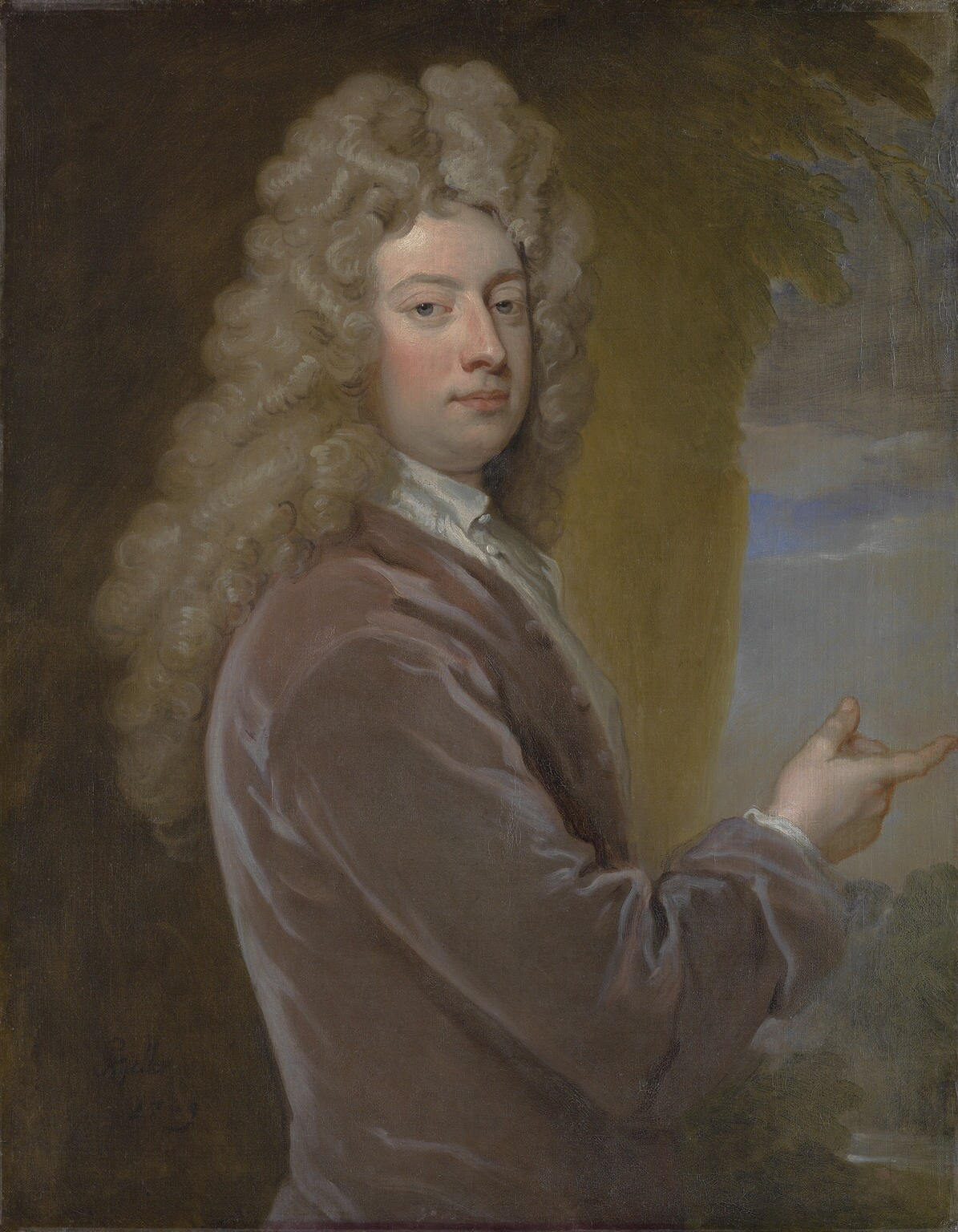
William Congreve en un retrato de 1709.

Durante los años 1690, las comedias más “suaves” de William Congreve y John Vanbrugh muestran la evolución de las obras y los cambios que afectaron al conjunto de la sociedad. Los dramaturgos de este periodo, deseosos de llegar a un público mayor, no dudaron en cortejar al público de clase media por un lado, y al público femenino por otro, centrando sus obras en temas como la guerra de sexos en el matrimonio. El elemento central de estas comedias responde menos al esquema de los jóvenes amantes triunfadores y se centra más en las relaciones maritales tras el matrimonio. En las obras de Congreve, las estratagemas incesantes inventadas por los dos miembros de la pareja en vistas de verificar su poder de seducción, dan paso a los largos debates prenupciales, como en la obra The Way of The World de 1700.
El teatro de la Restauración conservó una deplorable reputación durante tres siglos. La mezcla, a menudo incongruente, de elementos cómicos y trágicos apreciada en la época, fue rechazada de forma unánime durante mucho tiempo. Los contemporáneos de la era victoriana veían con menosprecio la indecencia de estas comedias. El manual literario anglófono de referencia a principios del siglo XX, el Cambridge History of English and American Literature, denuncia las tragedias de la época a las que acusa de tener “un grado de idiotez y lubricidad nunca visto, ni antes ni después”. Las obras de la Restauración son de nuevo valoradas a finales del siglo XX, tanto por la crítica postmoderna como en los escenarios. Las comedias de Aphra Behn en especial, largamente críticas con dureza por ser obra de una mujer, se han convertido en clásicos de los repertorios de numerosas compañías teatrales.

### En inglés
- Holman, C. Hugh and Harmon, William (éds.) (1986). A Handbook to Literature. New York: Macmillan Publishing.
- Howe, Elizabeth (1992). The First English Actresses: Women and Drama 1660–1700. Cambridge: Cambridge University Press.
- Hume, Robert D. (1976). The Development of English Drama in the Late Seventeenth Century. Oxford: Clarendon Press.
- Hunt, Leigh (ed.) (1840). The Dramatic Works of Wycherley, Congreve, Vanbrugh and Farquhar.
- Porter, Roy (2000). The Creation of the Modern World. New York: W. W. Norton. ISBN 0-393-32268-8
- Roots, Ivan (1966). The Great Rebellion 1642–1660. Londres: Sutton & Sutton.
- Rosen, Stanley (1989). The Ancients and the Moderns: Rethinking Modernity. Yale UP.
- Sloane, Eugene H. Robert Gould: seventeenth century satirist. Philadelphie: U Pennsylvania Press, 1940.
- Tillotson, Geoffrey and Fussell, Paul (eds.) (1969). Eighteenth-Century English Literature. New York: Harcourt, Brace, and Jovanovich.
- Todd, Janet (2000). The Secret Life of Aphra Behn. Londres: Pandora Press.
- Ward, A. W, & Trent, W. P. et al. (1907–21). "The Age of Dryden", in The Cambridge History of English and American Literature. New York: G.P. Putnam’s Sons.

### En español
- Concha, Mariángeles de la et alt; "Literatura inglesa hasta el siglo XVII", UNED, ISBN 84-362-4554-7.
- Figueroa Dorrego, Jorge; "Aphra Behn (1640-1689) ", Ediciones del Orto, 1999, ISBN 84-7923-213-7.
- Herán, Josette; "Historia de la literatura inglesa", Acento Editorial, 1996, ISBN 84-483-0168-4.
- Pujals, Esteban; "Historia de la literatura inglesa", Editorial Gredos, 1988. ISBN 84-249-0952-6.

| Predecesor: Literatura de la Commonwealth y del Protectorado | Literatura de la Restauración inglesa 1660-1700 | Sucesor: Literatura augusta |

- Datos: Q2483499